# シューレン

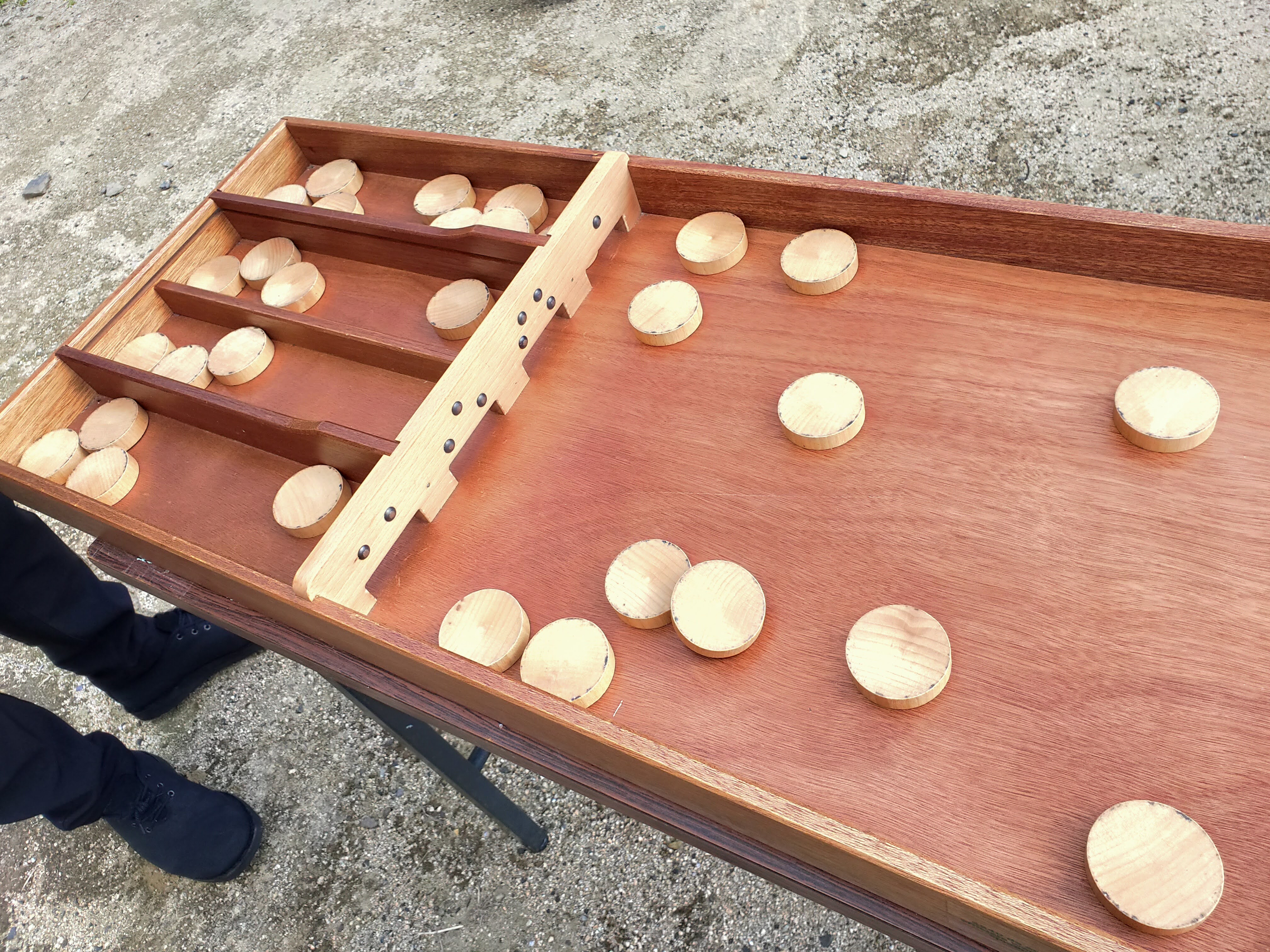
シューレンで遊んでいる様子

シューレン （Sjoelen) はオランダ発祥の伝統的なテーブルシャッフルボードゲームである。このゲームは個人戦で、プレイヤーはそれぞれ何点取れるかを競う。
日本国内では長崎県平戸市のオランダ商館に収蔵されている。

## 概要
シューレンは30枚の木製ディスクと1台のシューバク盤（sjoelbak board）と呼ばれる細長い卓上ボードで構成されている。シューバク盤には4つのスロットがあり、各スロットには1点から4点の点数が割り振られている。プレイヤーは30枚のディスクを1つずつシューバク盤上を滑らせ、各スロットに入ったディスクによって点数が与えられる。

## 構成物
シューバク（sjoelbak, 複数形：sjoelbakken）は長さ2m、幅約40cm、側面の高さは5.5cmから6.5cmの木製の卓上ボードである。短辺の一方の端はプレイヤーがディスクを滑らせられるように開いており、もう一方の端には滑らせたディスクが入る４つのスロットがある。スロットの番号は（左から）2、3、4、1であり、それぞれ点数を表している。シューバク盤は、Schilte、Heemskerk Sport、Engelhart、Homasなどから販売されている。プレイヤーが所持するディスクは木製で30枚ある。

## ルール
一般的には、プレイヤーはシューバク盤上で30枚のディスクを１枚ずつ滑らせ、スロットに入れて高い点数の獲得を目指す。このゲームは3つのサブターンで構成されている。
第1サブターンでは、プレイヤーが30枚のディスクをすべて滑らせる。その後、スロットを通過しなかったディスクをプレイヤーの手元に戻し、第2サブターンに移行する。
第2サブターンでは、同様に所持しているディスクをすべて滑らせる。その後、スロットを通過しなかったディスクをプレイヤーの手元に戻し、第3サブターンに移行する。
第3サブターンも同様に所持しているディスクをすべて滑らせる。その後、プレイヤーの得点が計算される。
全てのディスクをスロットに入れた場合、行わなかったサブターン1回ごとに追加で１枚ずつ滑らせてよい。

## 得点計算
スロットに入っているディスクを元に得点を計算する。ディスクが入っているスロットの点数（左から2、3、4、1）にカウントされる。ただし、プレイヤーが各スロットにディスクを1枚ずつ入れた場合、追加で10点獲得する。
つまり、3回のサブターンでの最高得点は、各スロットのディスク7枚と4スロットの残りディスク2枚の合計148点となる。また、プレイヤーが3回のサブターンで148点を取った場合、使わなかったサブターンごとに1枚ずつ追加でディスクを滑らせることができるため、可能な最大得点は156点となる（最初のサブターンの148点と、4番スロットの2枚のボーナスディスクのそれぞれ）。

## 競技大会
海外ではシューレンの大会が開かれており、日本国内でも競技会が開催されている。オランダと縁が深い長崎県平戸市のオランダ商館では毎年シューレン大会が開かれており、2024年3月10日に第8回シューレン大会が開催される。

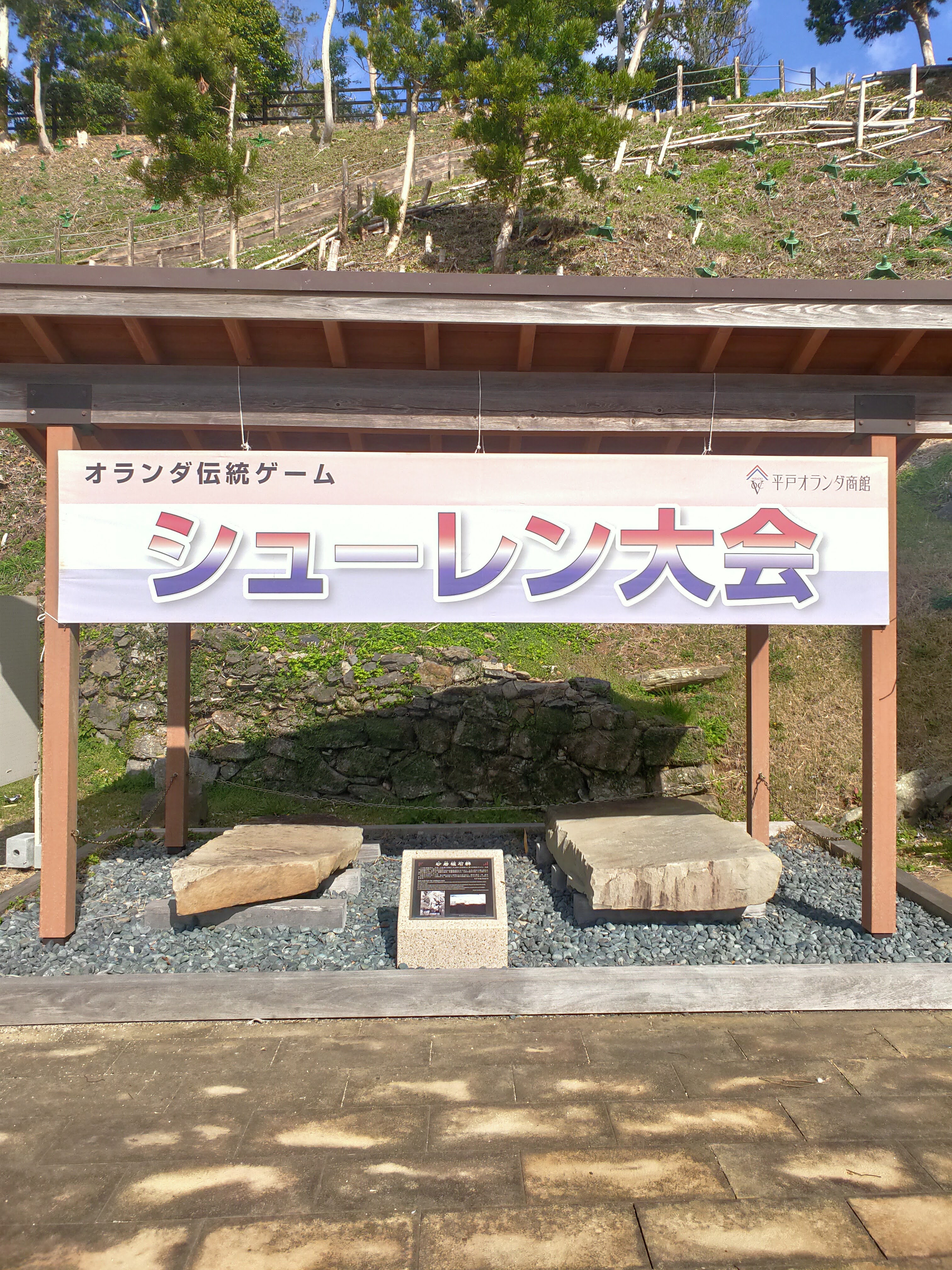
オランダ商館で開催されたシューレン大会